# Heterelmis stephani
Heterelmis stephani là một loài bọ cánh cứng trong họ Elmidae. Loài này được Brown miêu tả khoa học năm 1972.
Đây là loài đặc hữu của Arizona ở Hoa Kỳ, nơi loài này phân bố ở các dãy núi Santa Rita trước khi bị tuyên bố là đã tuyệt chủng. Chúng có màu nâu với những chấm nhỏ màu đen trên cánh.